# Common One
Common One è il dodicesimo album discografico in studio del cantautore britannico Van Morrison, pubblicato nel 1980.
Album che divide: per alcuni un passo falso, per altri un capolavoro.
Include uno dei pezzi più importanti della sua discografia: Summertime in England.

## Tracce
Tutte le tracce sono di Van Morrison.
Side 1
1. Haunts of Ancient Peace – 7:07
2. Summertime in England – 15:35
3. Satisfied – 6.01

Side 2
1. Wild Honey – 5:49
2. Spirit – 5:10
3. When Heart Is Open – 15:05

## Formazione
- Van Morrison - voce, chitarra, armonica
- Mick Cox - chitarra
- David Hayes - basso, cori
- Mark Isham - tromba, flicorno soprano
- John Allair - organo, piano, cori
- Herbie Armstrong - chitarra, cori
- Pee Wee Ellis - sassofono, flauto
- Pete Brewis - cori
- Peter Van Hooke - batteria

## Classifiche
| Anno | Classifica                          | Posizione raggiunta |
| ---- | ----------------------------------- | ------------------- |
| 1979 | Regno Unito (Official Albums Chart) | 68                  |